# Suvorovka, Krîvîi Rih
Suvorovka (în ucraineană Суворовка) este un sat în comuna Krasine din raionul Krîvîi Rih, regiunea Dnipropetrovsk, Ucraina.

## Demografie
Componența lingvistică a localității Suvorovka
     Ucraineană (93,99%)
     Rusă (3,53%)
     Alte limbi (0,35%)
Conform recensământului din 2001, majoritatea populației localității Suvorovka era vorbitoare de ucraineană (93,99%), existând în minoritate și vorbitori de rusă (3,53%) și armeană (2,12%).